# Nicola Sansone
Nicola Domenico Sansone, född 10 september 1991, är en italiensk fotbollsspelare (anfallare) som spelar för Bologna.

## Karriär
I januari 2019 lånades Sansone ut till Bologna på ett låneavtal över resten av säsongen 2018/2019. Låneavtalet hade en köpoption som Bologna utnyttjade i juni 2019.